# The Float
The Float — самая большая в мире плавающая сцена, расположенная в заливе Марина в Сингапуре.

## Конструкция и параметры
Плавающая сцена полностью стальная, размеры — 120 метров в длину и 83 метра в ширину. Платформа закреплена на дне залива шестью опорами. Сама сцена состоит из 15 понтонов, которые соединяются по принципу мозаики. Основной заказчик объекта — The Defence Science and Technology Agency — поставил в качестве обязательного условия возможность трансформации платформы под нужды различных мероприятий.
Для того, чтобы мягко поворачивать сцену, предусмотрены сверхпрочные резиновые ролики. Крепления, соединяющие платформу с берегом, также имеют своего рода «суставы», чтобы противостоять неизбежной качке. Платформа рассчитана на 30000 зрителей. Максимальная нагрузка, которую может выдержать конструкция, — приблизительно 1070 тонн.
Строительство платформы велось с 2006 по 2007 год.

## События
С 2007 года платформа в Marina Bay стала местом проведения ежегодного Парада Национального дня, а также открытия и закрытия Юношеских летних Олимпийских игр 2010. Кроме того, в непосредственной близости от платформы пролегает участок трассы Сингапурского Гран-при «Формулы-1».
В августе 2007 года на стадионе проводился шестинедельный Waterfest Singapore 2007, где выступали команды профессионалов в таких видах спорта, как водные лыжи и вейкборд. В сентябре 2007 года стадион был точкой старта и финиша для соревнования по триатлону Aviva Ironman 70.3. С 15 сентября 2007-го по 16 апреля 2008 года стадион был закрыт из-за проходившей рядом гонки «Формулы-1». В ноябре 2008 года на стадионе планировалось провести финал Кубка Сингапура между SAFFC и Woodlands Wellington FC, но из-за технических проблем соревнование было перенесено на Jalan Besar Stadium. В 2010 году стадион был основной площадкой для проведения Юношеских Олимпийских игр. В октябре того же года там состоялся выпускной парад Singapore Armed Forces Basic Military Training Centre.
23 ноября 2012 года на стадионе состоялся концерт групп Kangta, BoA, TVXQ, Super Junior, Girls' Generation, SHINee, f(x) и EXO, собравший 18000 зрителей.